# Kosanica (samhälle)
Kosanica är ett samhälle i Montenegro. Det ligger i den norra delen av landet. Kosanica ligger 1 233 meter över havet och antalet invånare är 379.
Terrängen runt Kosanica är huvudsakligen kuperad, men västerut är den bergig. Närmaste större samhälle är Pljevlja, 17,2 km norr om Kosanica. Omgivningarna runt Kosanica är en mosaik av jordbruksmark och naturlig växtlighet.